# Krajobraz antropogeniczny
Krajobraz antropogeniczny – krajobraz przekształcony przez człowieka. W jego skład wchodzą np. bloki, chodniki, fabryki, mosty, drogi itp. Jego przeciwieństwem jest krajobraz pierwotny.
W krajobrazie antropogenicznym wyróżniamy dwa typy:
- Krajobraz miejsko-przemysłowy jako skupienie dużych miast z dobrze rozwiniętymi i powiązanymi ze sobą gałęziami przemysłu, połączonych siecią dróg
- Krajobraz rolniczy, utworzony pod wpływem działalności rolniczej